# Funny City
O Parque Funny City é um parque de diversão com a temática de uma cidade localizado na cidade da Maia em Portugal. Inaugurado em 2002 com 800m2 de área coberta e 1000m2 de área descoberta.

## Brinquedos
O parque tem brinquedos para crianças entre os 3 e os 12 anos, vocacionados para meninos e meninas.
- Casa de bonecas
- Cama Elástica
- Pista de Moto4
- Campo de Futebol
- Tubogan Gigante
- Piscina de Bolas
- Insuflável Escorrega
- Parede de Escalada
- Zona DJ e Karaoke
- Zona Soft Play

## Partes comuns
O Parque possui:
- Esplanada interior
- Cafetaria
- Estacionamento gratuito